# Liar (Queen-Lied)
Liar ist ein Lied der britischen Rockband Queen. Das fünfte Lied – das erste der B-Seite – auf ihrem ersten Album, Queen (1973), wurde ursprünglich von Freddie Mercury geschrieben. Eine stark gekürzte Version erschien im Februar 1974 unter anderem in den USA als Single.

## Musik
Liar wurde ursprünglich von Freddie Mercury geschrieben, die Credits zu dieser Zeit der gesamten Band zugeschrieben. Produzenten waren John Anthony, Roy Thomas Baker gemeinsam mit der Band. Es ist das längste Lied des Albums und von teils mehrstimmigen E-Gitarrenleads geprägt; bei seiner Abmischung wurden Flanger-Effekte verwendet. Roger Taylor benutzt gegen Ende des Songs die in einem Jamteil die Cowbell. Auch spielt John Deacon gegen Ende Solopassagen auf dem E-Bass. Zudem ist als einem von wenigen Queen-Stücken eine Hammondorgel zu hören.

## Rezeption
Cash Box nannte den Song einen „top flight, tightly delivered rocker“ mit einem Akzent auf „bass and lead guitar with energetic lead vocal and harmony performances.“

## Live-Aufführungen
Liar wurde in den frühen Jahren der Band oft gespielt, oft am Ende des Hauptteils der Konzerte; manchmal wurde es bis zu zehn Minuten ausgedehnt. Auf späteren Tourneen wie der News of the World Tour wurde es seltener aufgeführt, auf der Jazz Tour fiel es weg. Seit der Crazy Tour wurde es teilweise wieder ins Programm genommen, auf der Magic Tour spielte Brian May das Gitarrenriff teilweise vor Tear it Up an.

## Musikvideo
Als Musikvideo wurde ein Liveauftritt aus dem Jahr 1973 verwendet. Die Band ist ganz in Schwarz gekleidet. Bei YouTube wurde es bis November 2022 mehr als 9,6 Millionen Mal aufgerufen.